# گوستاو سویتس
گوستاو سویتس (استونیایی: Gustav Suits; ۱۸ نوامبر ۱۸۸۳ – ۲۳ مهٔ ۱۹۵۶) یکی از بزرگترین شاعران اهل استونی بود. وی همچنین از رهبران اولیه گروه جوانان استونی ( Noor-Eesti) بود